# Municipio de Bloom (condado de Scioto)
El municipio de Bloom (en inglés: Bloom Township) es un municipio ubicado en el condado de Scioto en el estado estadounidense de Ohio. En el año 2010 tenía una población de 3235 habitantes y una densidad poblacional de 25,64 personas por km².

## Geografía
El municipio de Bloom se encuentra ubicado en las coordenadas 38°48′24″N 82°43′28″O / 38.80667, -82.72444. Según la Oficina del Censo de los Estados Unidos, el municipio tiene una superficie total de 126.19 km², de la cual 125,91 km² corresponden a tierra firme y (0,22 %) 0,28 km² es agua.

## Demografía
Según el censo de 2010, había 3235 personas residiendo en el municipio de Bloom. La densidad de población era de 25,64 hab./km². De los 3235 habitantes, el municipio de Bloom estaba compuesto por el 98,08 % blancos, el 0,19 % eran afroamericanos, el 0,34 % eran amerindios, el 0,09 % eran asiáticos, el 0,12 % eran de otras razas y el 1,17 % eran de una mezcla de razas. Del total de la población el 0,53 % eran hispanos o latinos de cualquier raza.